# Порки 2: На следующий день
«Порки 2: На следующий день» — продолжение популярного фильма «Порки», показанного в 1982 году.

## Сюжет
Группа подростков из средней школы Анжел Бич после того, как они справились с Порки, они готовы к новой проблеме: клуб драмы средней школы готовится организовывать фестиваль Шекспира. К сожалению, религиозный лидер по имени преподобный Bubba Flavel хочет отменить фестиваль, потому что он и его группа «Справедливое Скопление» думают, что Шекспир неприличен. Также они должны иметь дело и с местным Ку-клукс-кланом, который возражает против индейца играющего Ромео.

## В ролях
- Дэн Монахан[англ.] — Эдвард Моррис «Пи Ви» (англ. Edward «Pee Wee» Morris)
- Вайат Найт[англ.] — Томми Тёрнер (англ. Tommy Turner)
- Марк Хэриер[англ.] — Билли Маккарти (англ. Billy McCarthy)
- Тони Ганиос — Антони Туперелло «Мясо» (англ. Anthony «Meat» Tuperello)
- Скотт Коломби[англ.] — Брайана Шварца (англ. Brian Schwartz)
- Кирил О'Рейли[англ.] — Тимми Кавано (англ. Timmy Cavanaugh)
- Каки Хантер[англ.] — Вэнди Вильямс (англ. Wendy Williams)
- Эрик Кристмас[англ.] — мистер Картера (англ. Mr. Carter)
- Роджер Вилсон[англ.] — Мики Джарвис (англ. Mickey Jarvis)